# Martinpuich British Cemetery
Le  Martinpuich British Cemetery (cimetière militaire britannique de Martinpuich) est un cimetière militaire de la Première Guerre mondiale, situé sur le territoire de la commune de Martinpuich, dans le département du Pas-de-Calais, au sud d'Arras.

## Localisation
Ce cimetière est situé au sud du village, à proximité la D 6, à une cinquantaine de mètres du cimetière communal. On y accède par un petit sentier engazonné.

## Histoire

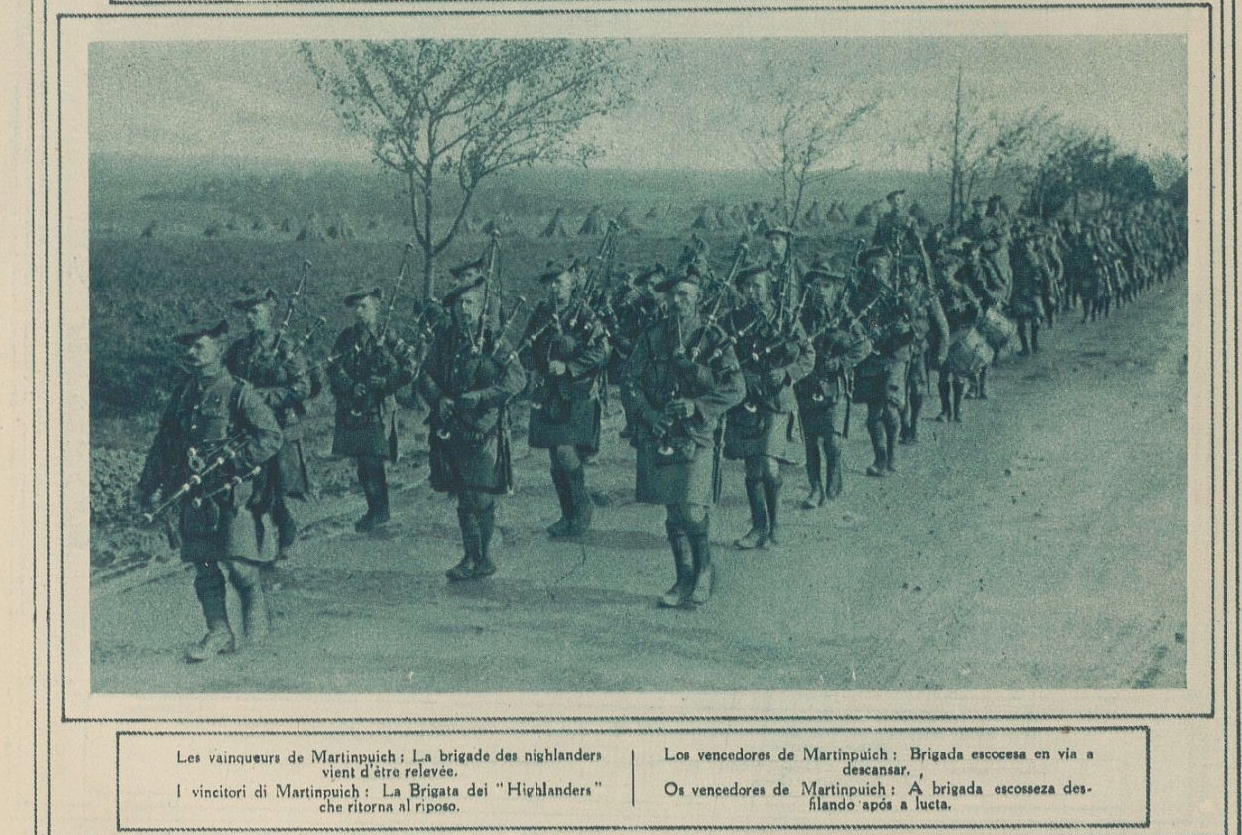
Les vainqueurs de Martinpuich. La brigade des highlanders vient d'être relevée.

Aux mains des Allemands depuis le début de la guerre, Martinpuich a été pris après de durs combats le 15 septembre 1916 par la 15e division écossaise lors de la bataille de la Somme. Perdu en avril 1918 lors de la bataille du Kaiser, les ruines du village seront définitivement reprises en août 1918.
Le cimetière britannique de Martinpuich a été commencé en novembre 1916 et utilisé par les unités combattantes et les ambulances de campagne jusqu'en juin 1917  et de nouveau au fin août 1918. En 1931, les corps de dix soldats enterrés par les Allemands sont retrouvés au cimetière communal et transférés au cimetière britannique. Le cimetière contient aujourd'hui 115 sépultures et commémorations de la Première Guerre mondiale dont 9 sont non identifiées.

## Caractéristique
Ce cimetière a un plan rectangulaire de 30 m sur 20 m et est clos d'un muret de briques.

## Galerie

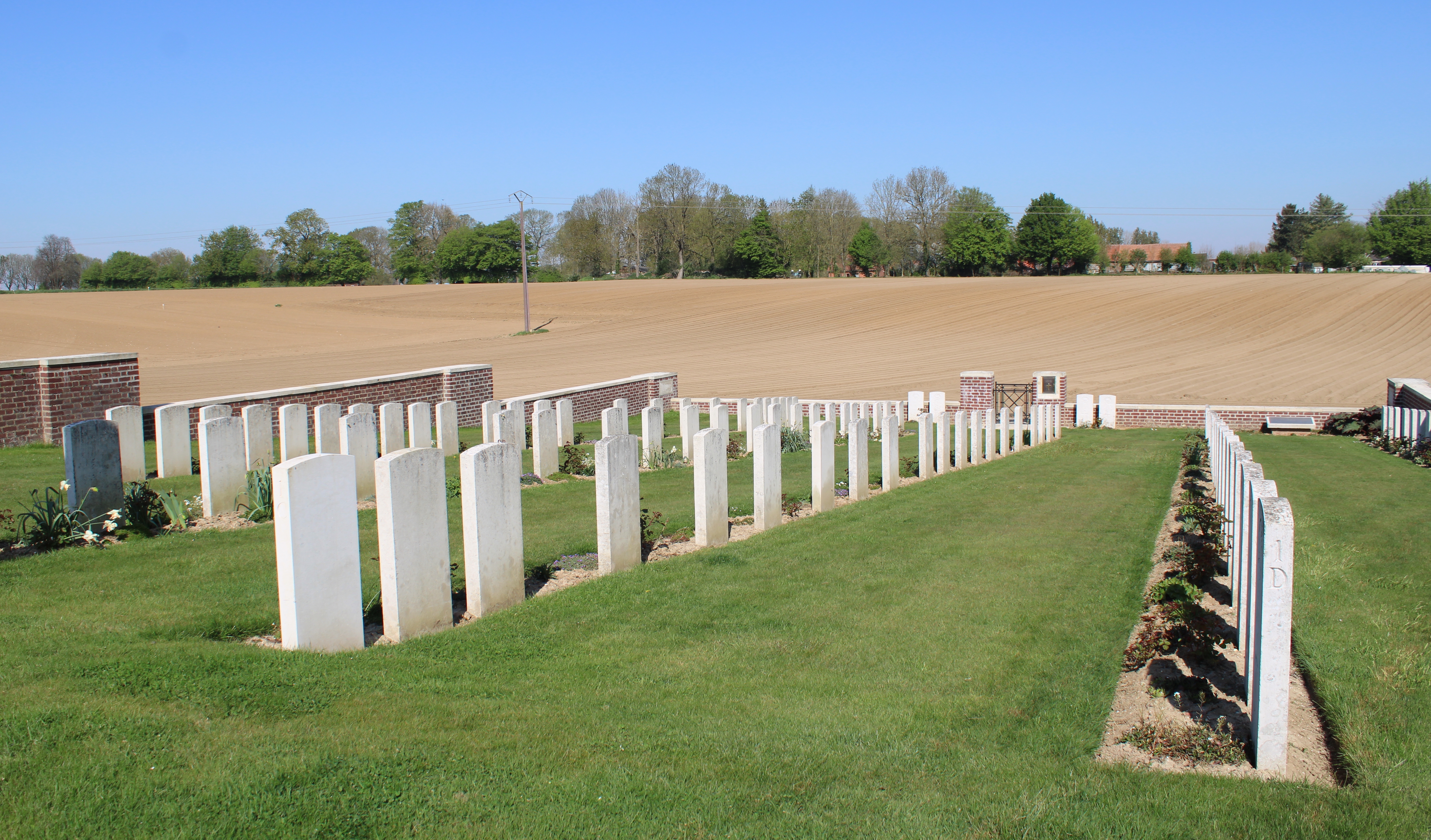
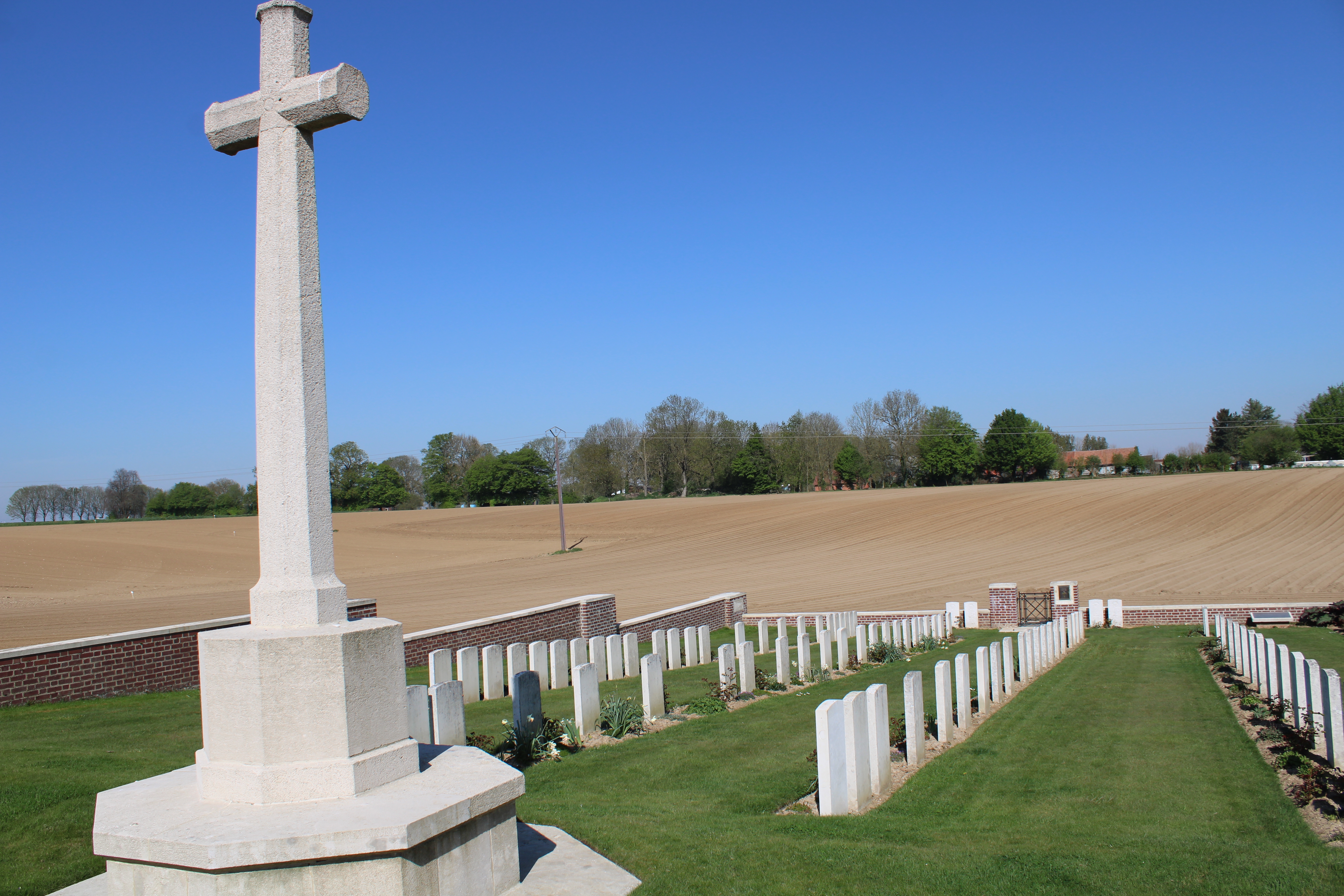
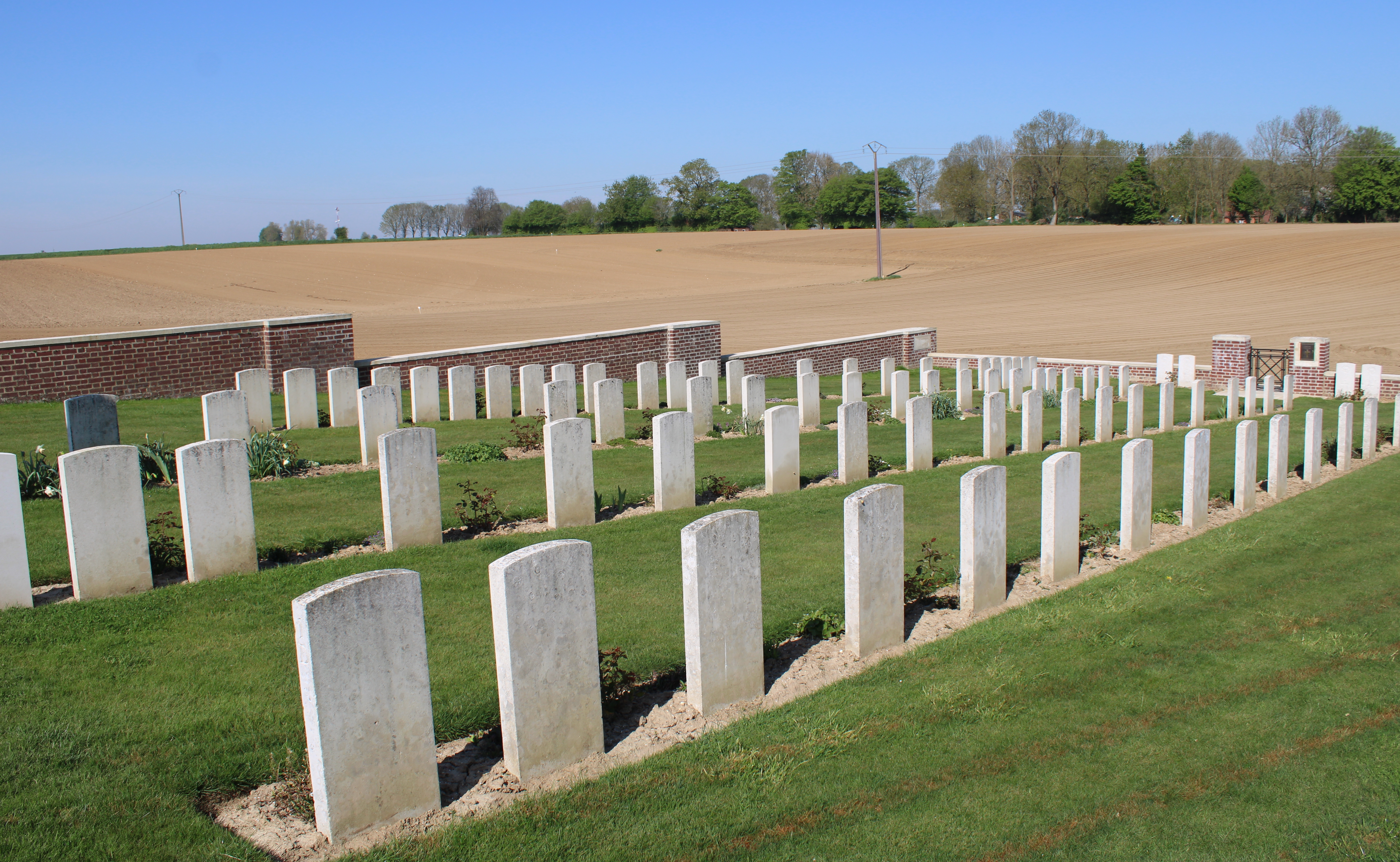
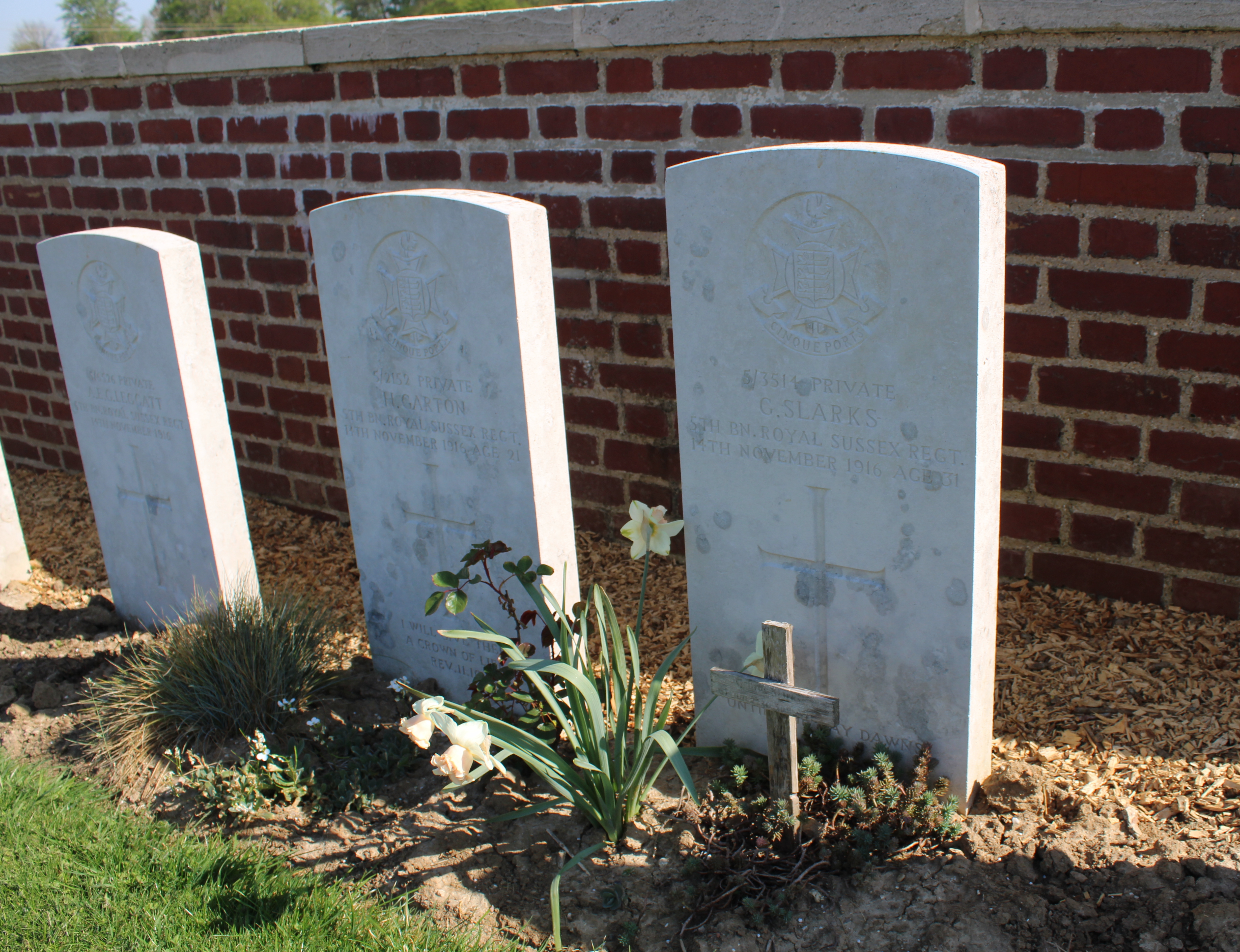

## Sépultures
| Pays        | Sépultures |
| ----------- | ---------- |
| Royaume-Uni | 80         |
| Australie   | 34         |
| Canada      | 1          |
| Total       | 115        |

## Pour approfondir